# Restrepia chocoensis
Restrepia chocoensis là một loài lan thuộc họ Orchidaceae. Loài này được Garay miêu tả khoa học lần đầu tiên năm 1973

.